# Okenia impexa
Okenia impexa är en snäckart som beskrevs av Er. Marcus 1957. Okenia impexa ingår i släktet Okenia och familjen Goniodorididae. Inga underarter finns listade i Catalogue of Life.